# FIFA-Konföderationen-Pokal 2001/Spiele
Diese Seite enthält alle Spiele des FIFA-Konföderationen-Pokals FIFA-Konföderationen-Pokal 2001 in Japan und Südkorea mit statistischen Details.

## Gruppe A
| Pl. | Land       | Sp. | S | U | N | Tore    | Diff. | Punkte |
| --- | ---------- | --- | - | - | - | ------- | ----- | ------ |
| 1.  | Frankreich | 3   | 2 | 0 | 1 | 009:100 | +8    | 06     |
| 2.  | Australien | 3   | 2 | 0 | 1 | 003:100 | +2    | 06     |
| 3.  | Südkorea   | 3   | 2 | 0 | 1 | 003:600 | −3    | 06     |
| 4.  | Mexiko     | 3   | 0 | 0 | 3 | 001:800 | −7    | 0      |

### Frankreich – Südkorea 5:0 (3:0)
| Frankreich                                                   | Frankreich | Südkorea | Südkorea |
| ------------------------------------------------------------ | --- | --- | -------- |
| Frankreich                                                   | \| Mittwoch, 30. Mai 2001 um 17:00 Uhr in Daegu (Daegu-Stadion) \| \| Zuschauer: 61.500 \| \| Schiedsrichter: Gamal al-Ghandour ( Ägypten) \| | \| Mittwoch, 30. Mai 2001 um 17:00 Uhr in Daegu (Daegu-Stadion) \| \| Zuschauer: 61.500 \| \| Schiedsrichter: Gamal al-Ghandour ( Ägypten) \| | Südkorea |
| Frankreich                                                   | Ulrich Ramé – Willy Sagnol, Marcel Desailly , Mikaël Silvestre, Bixente Lizarazu – Patrick Vieira – Steve Marlet (67. Sylvain Wiltord), Robert Pires (84. Olivier Dacourt) – Éric Carrière – Nicolas Anelka, Christophe Dugarry (73. Youri Djorkaeff) Cheftrainer: Roger Lemerre | Lee Woon-jae – Choi Sung-yong, Song Chong-gug, Kim Tae-young (76. Ha Seok-ju), Lee Min-seong – Hong Myung-bo, Yoo Sang-chul, Lee Young-pyo (46. Hwang Sun-hong), Park Ji-sung – Ko Jong-soo (70. An Hyo-yeon), Seol Ki-hyeon Cheftrainer: Guus Hiddink ( Niederlande) | Südkorea |
| Frankreich                                                   | 1:0 Marlet (9.) 2:0 Vieira (19.) 3:0 Anelka (34.) 4:0 Djorkaeff (80.) 5:0 Wiltord (90.+2') | | Südkorea |
| Mittwoch, 30. Mai 2001 um 17:00 Uhr in Daegu (Daegu-Stadion) | | |          |
| Zuschauer: 61.500                                            | | |          |
| Schiedsrichter: Gamal al-Ghandour ( Ägypten)                 | | |          |

### Mexiko – Australien 0:2 (0:1)
| Mexiko                                                           | Mexiko | Australien | Australien |
| ---------------------------------------------------------------- | --- | --- | ---------- |
| Mexiko                                                           | \| Mittwoch, 30. Mai 2001 um 19:30 Uhr in Suwon (World-Cup-Stadion) \| \| Zuschauer: 6.232 \| \| Schiedsrichter: Felix Tangawarima ( Simbabwe) \| | \| Mittwoch, 30. Mai 2001 um 19:30 Uhr in Suwon (World-Cup-Stadion) \| \| Zuschauer: 6.232 \| \| Schiedsrichter: Felix Tangawarima ( Simbabwe) \| | Australien |
| Mexiko                                                           | Oswaldo Sánchez – Claudio Suárez, David Oteo, Duilio Davino, Marco Antonio Ruiz (48. Daniel Osorno) – Juan Pablo Rodríguez, José Manuel Abundis, Jared Borgetti, Pável Pardo – Alberto Coyote (48. Cesáreo Victorino), Víctor Ruiz (64. Joaquín Reyes) Cheftrainer: Enrique Meza | Mark Schwarzer – Shaun Murphy, Tony Vidmar, Tony Popovic – Paul Okon, Kevin Muscat, Josip Skoko (70. Hayden Foxe), Stan Lazaridis (79. Archie Thompson) – Steve Corica – David Zdrilic (64. Scott Chipperfield), Clayton Zane Cheftrainer: Frank Farina | Australien |
| Mexiko                                                           | 0:1 Murphy (20.) 0:2 Skoko (54.) | | Australien |
| Mexiko                                                           | Rodríguez (45.), Ruiz (45.+2'), Osorno (74.) | Lazaridis (77.) | Australien |
| Mittwoch, 30. Mai 2001 um 19:30 Uhr in Suwon (World-Cup-Stadion) | | |            |
| Zuschauer: 6.232                                                 | | |            |
| Schiedsrichter: Felix Tangawarima ( Simbabwe)                    | | |            |

### Australien – Frankreich 1:0 (0:0)
| Australien                                                  | Australien | Frankreich | Frankreich |
| ----------------------------------------------------------- | --- | --- | ---------- |
| Australien                                                  | \| Freitag, 1. Juni 2001 um 17:00 Uhr in Daegu (Daegu-Stadion) \| \| Zuschauer: 44.400 \| \| Schiedsrichter: Carlos Batres ( Guatemala) \|                                                                                   | \| Freitag, 1. Juni 2001 um 17:00 Uhr in Daegu (Daegu-Stadion) \| \| Zuschauer: 44.400 \| \| Schiedsrichter: Carlos Batres ( Guatemala) \| | Frankreich |
| Australien                                                  | Mark Schwarzer – Craig Moore, Tony Vidmar, Tony Popovic – Paul Okon, Kevin Muscat, Josip Skoko (79. Mark Bresciano), Stan Lazaridis – Steve Corica, Brett Emerton – Clayton Zane (88. John Aloisi) Cheftrainer: Frank Farina | Grégory Coupet – Nicolas Gillet, Zoumana Camara, Frank Lebœuf, Jérémie Bréchet – Olivier Dacourt (73. Robert Pires) – Christian Karembeu, Laurent Robert – Youri Djorkaeff (86. Patrick Vieira) – Sylvain Wiltord, Frédéric Née (70. Nicolas Anelka) Cheftrainer: Roger Lemerre | Frankreich |
| Australien                                                  | 1:0 Zane (60.) | | Frankreich |
| Australien                                                  | Lazaridis (81), Aloisi (90.) | Lebœuf (59.), Pires (90.+1') | Frankreich |
| Australien                                                  | Lebœuf (78.) | | Frankreich |
| Freitag, 1. Juni 2001 um 17:00 Uhr in Daegu (Daegu-Stadion) | | |            |
| Zuschauer: 44.400                                           | | |            |
| Schiedsrichter: Carlos Batres ( Guatemala)                  | | |            |

### Südkorea – Mexiko 2:1 (0:0)
| Südkorea                                                    | Südkorea | Mexiko | Mexiko |
| ----------------------------------------------------------- | --- | --- | ------ |
| Südkorea                                                    | \| Freitag, 1. Juni 2001 um 19:30 Uhr in Ulsan (Munsu-Stadion) \| \| Zuschauer: 41.550 \| \| Schiedsrichter: Hugh Dallas ( Schottland) \| | \| Freitag, 1. Juni 2001 um 19:30 Uhr in Ulsan (Munsu-Stadion) \| \| Zuschauer: 41.550 \| \| Schiedsrichter: Hugh Dallas ( Schottland) \| | Mexiko |
| Südkorea                                                    | Lee Woon-jae – Kang Chul, Choi Sung-yong, Song Chong-gug, Kim Tae-young – Hong Myung-bo, Yoo Sang-chul, Park Ji-sung, Ko Jong-soo (68. Lee Young-pyo) – Kim Do-hoon, Hwang Sun-hong (77. Seol Ki-hyeon) Cheftrainer: Guus Hiddink ( Niederlande) | Oswaldo Sánchez – Claudio Suárez, Duilio Davino, Pável Pardo, Octavio Valdez – David Rangel, Juan Pablo Rodríguez (61. Víctor Ruiz), Cesáreo Victorino, Jared Borgetti (52. Marco Antonio Ruiz) – Daniel Osorno (70. José Manuel Abundis), Antonio de Nigris Cheftrainer: Enrique Meza | Mexiko |
| Südkorea                                                    | 1:0 Hwang Sun-hong (56.) 2:1 Yoo Sang-chul (90.) | 1:1 Ruiz (81.) | Mexiko |
| Südkorea                                                    | Ko Jong-soo (67.) | Davino (72.) | Mexiko |
| Freitag, 1. Juni 2001 um 19:30 Uhr in Ulsan (Munsu-Stadion) | | |        |
| Zuschauer: 41.550                                           | | |        |
| Schiedsrichter: Hugh Dallas ( Schottland)                   | | |        |

### Frankreich – Mexiko 4:0 (1:0)
| Frankreich                                                  | Frankreich | Mexiko | Mexiko |
| ----------------------------------------------------------- | --- | --- | ------ |
| Frankreich                                                  | \| Sonntag, 3. Juni 2001 um 19:30 Uhr in Ulsan (Munsu-Stadion) \| \| Zuschauer: 28.864 \| \| Schiedsrichter: Ali Bujsaim ( Vereinigte Arabische Emirate) \| | \| Sonntag, 3. Juni 2001 um 19:30 Uhr in Ulsan (Munsu-Stadion) \| \| Zuschauer: 28.864 \| \| Schiedsrichter: Ali Bujsaim ( Vereinigte Arabische Emirate) \| | Mexiko |
| Frankreich                                                  | Mickaël Landreau – Willy Sagnol, Marcel Desailly , Mikaël Silvestre, Bixente Lizarazu – Patrick Vieira – Steve Marlet (64. Laurent Robert), Robert Pires (84. Olivier Dacourt) – Éric Carrière – Nicolas Anelka, Sylvain Wiltord (77. Youri Djorkaeff) Cheftrainer: Roger Lemerre | Oswaldo Sánchez – Claudio Suárez, Duilio Davino, Pável Pardo, Octavio Valdez – David Rangel, José Manuel Abundis, Cesáreo Victorino (75. Juan Pablo Rodríguez), Marco Antonio Ruiz (63. Joaquín Reyes) – Antonio de Nigris (46. Jared Borgetti), Víctor Ruiz Cheftrainer: Enrique Meza | Mexiko |
| Frankreich                                                  | 1:0 Wiltord (9.) 2:0 Carrière (63.) 3:0 Pires (72.) 4:0 Carrière (84.) | | Mexiko |
| Frankreich                                                  | Valdez (62.) | | Mexiko |
| Sonntag, 3. Juni 2001 um 19:30 Uhr in Ulsan (Munsu-Stadion) | | |        |
| Zuschauer: 28.864                                           | | |        |
| Schiedsrichter: Ali Bujsaim ( Vereinigte Arabische Emirate) | | |        |

### Südkorea – Australien 1:0 (1:0)
| Südkorea                                                        | Südkorea | Australien | Australien |
| --------------------------------------------------------------- | --- | --- | ---------- |
| Südkorea                                                        | \| Sonntag, 3. Juni 2001 um 19:30 Uhr in Suwon (World-Cup-Stadion) \| \| Zuschauer: 42.754 \| \| Schiedsrichter: Óscar Ruiz ( Kolumbien) \|                                                                                        | \| Sonntag, 3. Juni 2001 um 19:30 Uhr in Suwon (World-Cup-Stadion) \| \| Zuschauer: 42.754 \| \| Schiedsrichter: Óscar Ruiz ( Kolumbien) \| | Australien |
| Südkorea                                                        | Lee Woon-jae – Song Chong-gug, Lee Min-seong, Hong Myung-bo, Kim Tae-young – Choi Sung-yong, Lee Young-pyo, Park Ji-sung, Seol Ki-hyeon – Hwang Sun-hong, Kim Do-hoon (64. Choi Yong-soo) Cheftrainer: Guus Hiddink ( Niederlande) | Mark Schwarzer – Craig Moore, Tony Vidmar, Shaun Murphy – Paul Okon (82. Aurelio Vidmar), Kevin Muscat, Mark Bresciano, Hayden Foxe (46. David Zdrilic) – Steve Corica (46. Scott Chipperfield), Brett Emerton – Clayton Zane Cheftrainer: Frank Farina | Australien |
| Südkorea                                                        | 1:0 Hwang Sun-hong (24.) | | Australien |
| Südkorea                                                        | Hwang Sun-hong (90.+2') | Zane (49.), T. Vidmar (55.), Bresciano (61.), Zdrilic (85.) | Australien |
| Südkorea                                                        | Zane (85.) | | Australien |
| Sonntag, 3. Juni 2001 um 19:30 Uhr in Suwon (World-Cup-Stadion) | | |            |
| Zuschauer: 42.754                                               | | |            |
| Schiedsrichter: Óscar Ruiz ( Kolumbien)                         | | |            |

## Gruppe B
| Pl. | Land      | Sp. | S | U | N | Tore    | Diff. | Punkte |
| --- | --------- | --- | - | - | - | ------- | ----- | ------ |
| 1.  | Japan     | 3   | 2 | 1 | 0 | 005:000 | +5    | 07     |
| 2.  | Brasilien | 3   | 1 | 2 | 0 | 002:000 | +2    | 05     |
| 3.  | Kamerun   | 3   | 1 | 0 | 2 | 002:400 | −2    | 03     |
| 4.  | Kanada    | 3   | 0 | 1 | 2 | 000:500 | −5    | 01     |

### Brasilien – Kamerun 2:0 (0:0)
| Brasilien                                                         | Brasilien | Kamerun | Kamerun |
| ----------------------------------------------------------------- | --- | --- | ------- |
| Brasilien                                                         | \| Donnerstag, 31. Mai 2001 um 17:00 Uhr in Kashima (Soccer Stadium) \| \| Zuschauer: 10.519 \| \| Schiedsrichter: Hellmut Krug ( Deutschland) \|                                        | \| Donnerstag, 31. Mai 2001 um 17:00 Uhr in Kashima (Soccer Stadium) \| \| Zuschauer: 10.519 \| \| Schiedsrichter: Hellmut Krug ( Deutschland) \| | Kamerun |
| Brasilien                                                         | Dida – Zé Maria, Lúcio (76. Caçapa), Edmílson, Léo – Vágner (46. Carlos Miguel), Léomar Leiria, Ramon Hubner, Vampeta (46. Fabio) – Sonny Anderson, Washington Cheftrainer: Émerson Leão | Alioum Boukar – Pierre Njanka, Rigobert Song, Raymond Kalla, Pierre Womé – Geremi Njitap, Nicolas Alnoudji (76. Joël Epalle), Marc-Vivien Foé, Salomon Olembé – Samuel Eto’o, Patrick M’Boma (77. Joseph-Désiré Job) Cheftrainer: Winfried Schäfer ( Deutschland) | Kamerun |
| Brasilien                                                         | 1:0 Washington (53.) 2:0 Carlos Miguel (57.) | | Kamerun |
| Brasilien                                                         | Zé Maria (15.) | Alnoudji (5.), Kalla (11.), Eto’o (58.), Song (76.) | Kamerun |
| Donnerstag, 31. Mai 2001 um 17:00 Uhr in Kashima (Soccer Stadium) | | |         |
| Zuschauer: 10.519                                                 | | |         |
| Schiedsrichter: Hellmut Krug ( Deutschland)                       | | |         |

### Japan – Kanada 3:0 (0:0)
| Japan                                                                      | Japan | Kanada | Kanada |
| -------------------------------------------------------------------------- | --- | --- | ------ |
| Japan                                                                      | \| Donnerstag, 31. Mai 2001 um 19:30 Uhr in Niigata (Tōhoku-Denryoku-Stadion) \| \| Zuschauer: 39.006 \| \| Schiedsrichter: Simon Micallef ( Australien) \| | \| Donnerstag, 31. Mai 2001 um 19:30 Uhr in Niigata (Tōhoku-Denryoku-Stadion) \| \| Zuschauer: 39.006 \| \| Schiedsrichter: Simon Micallef ( Australien) \|                                                                                        | Kanada |
| Japan                                                                      | Yoshikatsu Kawaguchi – Kenichi Uemura (38. Masashi Nakayama), Ryūzō Morioka, Junichi Inamoto, Hidetoshi Nakata – Hiroaki Morishima, Akinori Nishizawa, Teruyoshi Itō (67. Tomokazu Myōjin), Kōji Nakata (81. Atsuhiro Miura), – Kazuyuki Toda, Shinji Ono Cheftrainer: Philippe Troussier ( Frankreich) | Craig Forrest – Mark Watson, Jason de Vos, Jason Bent, Kevin McKenna – Paul Stalteri, Davide Xausa (79. Carlo Corazzin), Jim Brennan, Carl Fletscher, Daniel Imhof (63. Tam Nsaliwa) – Paul Peschisolido Cheftrainer: Holger Osieck ( Deutschland) | Kanada |
| Japan                                                                      | 1:0 Ono (57.) 2:0 Nishizawa (60.) 3:0 Morishima (88.) | | Kanada |
| Japan                                                                      | Inamoto (66.) | McKenna (52.) | Kanada |
| Donnerstag, 31. Mai 2001 um 19:30 Uhr in Niigata (Tōhoku-Denryoku-Stadion) | | |        |
| Zuschauer: 39.006                                                          | | |        |
| Schiedsrichter: Simon Micallef ( Australien)                               | | |        |

### Kanada – Brasilien 0:0
| Kanada                                                           | Kanada | Brasilien | Brasilien |
| ---------------------------------------------------------------- | --- | --- | --------- |
| Kanada                                                           | \| Sonnabend, 2. Juni 2001 um 17:00 Uhr in Kashima (Soccer Stadium) \| \| Zuschauer: 12.095 \| \| Schiedsrichter: Lu Jun ( Volksrepublik China) \| | \| Sonnabend, 2. Juni 2001 um 17:00 Uhr in Kashima (Soccer Stadium) \| \| Zuschauer: 12.095 \| \| Schiedsrichter: Lu Jun ( Volksrepublik China) \|                                                              | Brasilien |
| Kanada                                                           | Craig Forrest – Mark Watson (69. Carl Fletscher), Tony Menezes, Jason de Vos, Jason Bent – Paul Stalteri, Nick Dasovic, Davide Xausa (46. Carlo Corazzin), Jim Brennan – Paul Peschisolido (84. Dwayne De Rosario), Kevin McKenna Cheftrainer: Holger Osieck ( Deutschland) | Dida – Zé Maria, Lúcio, Edmílson, Léo – Fábio Rochemback, Léomar Leiria, Ramon Hubner (64. Magno Alves), Carlos Miguel (70. Robert) – Sonny Anderson (22. Leandro Amaral), Washington Cheftrainer: Émerson Leão | Brasilien |
| Kanada                                                           | de Vos (67.) | Carlos Miguel (52.) | Brasilien |
| Sonnabend, 2. Juni 2001 um 17:00 Uhr in Kashima (Soccer Stadium) | | |           |
| Zuschauer: 12.095                                                | | |           |
| Schiedsrichter: Lu Jun ( Volksrepublik China)                    | | |           |

### Kamerun – Japan 0:2 (0:1)
| Kamerun                                                                   | Kamerun | Japan | Japan |
| ------------------------------------------------------------------------- | --- | --- | ----- |
| Kamerun                                                                   | \| Sonnabend, 2. Juni 2001 um 19:30 Uhr in Niigata (Tōhoku-Denryoku-Stadion) \| \| Zuschauer: 39.430 \| \| Schiedsrichter: Benito Archundia ( Mexiko) \| | \| Sonnabend, 2. Juni 2001 um 19:30 Uhr in Niigata (Tōhoku-Denryoku-Stadion) \| \| Zuschauer: 39.430 \| \| Schiedsrichter: Benito Archundia ( Mexiko) \| | Japan |
| Kamerun                                                                   | Alioum Boukar – Pierre Njanka, Rigobert Song, Raymond Kalla, Pierre Womé (76. Bill Tchato) – Geremi Njitap (50. Joël Epalle), Nicolas Alnoudji Marc-Vivien Foé, Salomon Olembé (55. Joseph-Désiré Job) – Samuel Eto’o, Patrick M’Boma Cheftrainer: Winfried Schäfer ( Deutschland) | Yoshikatsu Kawaguchi – Naoki Matsuda, Ryūzō Morioka, Junichi Inamoto, Hidetoshi Nakata (61. Hiroaki Morishima) – Akinori Nishizawa (73. Masashi Nakayama), Kōji Nakata, Tomokazu Myōjin, Kazuyuki Toda – Shinji Ono (85. Toshihiro Hattori), Takayuki Suzuki Cheftrainer: Philippe Troussier ( Frankreich) | Japan |
| Kamerun                                                                   | 0:1 Suzuki (8.) 0:2 Suzuki (65.) | | Japan |
| Kamerun                                                                   | Njanka (84.) | Toda (72.), Morioka (86.) | Japan |
| Sonnabend, 2. Juni 2001 um 19:30 Uhr in Niigata (Tōhoku-Denryoku-Stadion) | | |       |
| Zuschauer: 39.430                                                         | | |       |
| Schiedsrichter: Benito Archundia ( Mexiko)                                | | |       |

### Brasilien – Japan 0:0
| Brasilien                                                     | Brasilien | Japan | Japan |
| ------------------------------------------------------------- | --- | --- | ----- |
| Brasilien                                                     | \| Montag, 4. Juni 2001 um 19:30 Uhr in Kashima (Soccer Stadium) \| \| Zuschauer: 37.740 \| \| Schiedsrichter: Kim Milton Nielsen ( Dänemark) \|                                                                | \| Montag, 4. Juni 2001 um 19:30 Uhr in Kashima (Soccer Stadium) \| \| Zuschauer: 37.740 \| \| Schiedsrichter: Kim Milton Nielsen ( Dänemark) \| | Japan |
| Brasilien                                                     | Dida – Zé Maria, Lúcio, Edmílson, Léo – Fábio Rochemback, Léomar Leiria, Ramon Hubner (62. Júlio Baptista), Carlos Miguel (73. Robert) – Leandro Amaral, Washington (80. Magno Alves) Cheftrainer: Émerson Leão | Ryōta Tsuzuki – Kenichi Uemura, Naoki Matsuda, Toshihiro Hattori, Yasuhiro Hato – Hidetoshi Nakata, Teruyoshi Itō, Tomokazu Myōjin, Shinji Ono (46. Kōji Nakata) – Yoshiteru Yamashita (60. Masashi Nakayama), Takayuki Suzuki (46. Hiroaki Morishima) Cheftrainer: Philippe Troussier ( Frankreich) | Japan |
| Brasilien                                                     | Lúcio (25.), Ramon Hubner (31.) | Suzuki (22.), Myojin (41.) | Japan |
| Montag, 4. Juni 2001 um 19:30 Uhr in Kashima (Soccer Stadium) | | |       |
| Zuschauer: 37.740                                             | | |       |
| Schiedsrichter: Kim Milton Nielsen ( Dänemark)                | | |       |

### Kamerun – Kanada 2:0 (0:0)
| Kamerun                                                                | Kamerun | Kanada | Kanada |
| ---------------------------------------------------------------------- | --- | --- | ------ |
| Kamerun                                                                | \| Montag, 4. Juni 2001 um 19:30 Uhr in Niigata (Tōhoku-Denryoku-Stadion) \| \| Zuschauer: 15.822 \| \| Schiedsrichter: Byron Moreno ( Ecuador) \| | \| Montag, 4. Juni 2001 um 19:30 Uhr in Niigata (Tōhoku-Denryoku-Stadion) \| \| Zuschauer: 15.822 \| \| Schiedsrichter: Byron Moreno ( Ecuador) \| | Kanada |
| Kamerun                                                                | Jacques Songo’o – Geremi Njitap, Rigobert Song, Raymond Kalla, Pierre Njanka – Joël Epalle (53. Samuel Eto’o), Nicolas Alnoudji, Marc-Vivien Foé (71. Pierre Womé), Salomon Olembé – Pius N’Diefi, Bernard Tchoutang (71. Patrick M’Boma) Cheftrainer: Winfried Schäfer ( Deutschland) | Craig Forrest – Tony Menezes, Jason de Vos, Jason Bent, Paul Stalteri – Nick Dasovic, Jim Brennan, Daniel Imhof, Carl Fletscher – Carlo Corazzin (76. Paul Peschisolido), Garret Kusch (46. Dwayne De Rosario) Cheftrainer: Holger Osieck ( Deutschland) | Kanada |
| Kamerun                                                                | 1:0 Tchoutang (48.) 2:0 M’Boma (83., Elfm.) | | Kanada |
| Montag, 4. Juni 2001 um 19:30 Uhr in Niigata (Tōhoku-Denryoku-Stadion) | | |        |
| Zuschauer: 15.822                                                      | | |        |
| Schiedsrichter: Byron Moreno ( Ecuador)                                | | |        |

## Halbfinale

### Japan – Australien 1:0 (1:0)
| Japan                                                                     | Japan | Australien | Australien |
| ------------------------------------------------------------------------- | --- | --- | ---------- |
| Japan                                                                     | \| Donnerstag, 7. Juni 2001 um 17:00 Uhr in Yokohama (Internacional Stadium) \| \| Zuschauer: 48.699 \| \| Schiedsrichter: Benito Archundia ( Mexiko) \| | \| Donnerstag, 7. Juni 2001 um 17:00 Uhr in Yokohama (Internacional Stadium) \| \| Zuschauer: 48.699 \| \| Schiedsrichter: Benito Archundia ( Mexiko) \| | Australien |
| Japan                                                                     | Yoshikatsu Kawaguchi – Naoki Matsuda, Ryūzō Morioka (22. Kenichi Uemura), Junichi Inamoto, Kōji Nakata – Hidetoshi Nakata, Shinji Ono (55. Toshihiro Hattori), Kazuyuki Toda, Yasuhiro Hato – Akinori Nishizawa (80. Hiroaki Morishima), Takayuki Suzuki Cheftrainer: Philippe Troussier ( Frankreich) | Mark Schwarzer – Craig Moore, Tony Vidmar, Tony Popovic – Paul Okon, Kevin Muscat, Mark Bresciano (60. Mile Sterjovski), Stan Lazaridis – Steve Corica, Scott Chipperfield (60. John Aloisi) – David Zdrilic (71. Archie Thompson) Cheftrainer: Frank Farina | Australien |
| Japan                                                                     | 1:0 Nakata (43.) | | Australien |
| Japan                                                                     | Chipperfield (14.), Popovic (42.), T. Vidmar (66.), Moore (87.) | | Australien |
| Japan                                                                     | Moore (88.) | | Australien |
| Japan                                                                     | Suzuki (56.) | | Australien |
| Donnerstag, 7. Juni 2001 um 17:00 Uhr in Yokohama (Internacional Stadium) | | |            |
| Zuschauer: 48.699                                                         | | |            |
| Schiedsrichter: Benito Archundia ( Mexiko)                                | | |            |

### Frankreich – Brasilien 2:1 (1:1)
| Frankreich                                                         | Frankreich | Brasilien | Brasilien |
| ------------------------------------------------------------------ | --- | --- | --------- |
| Frankreich                                                         | \| Donnerstag, 7. Juni 2001 um 20:00 Uhr in Suwon (World-Cup-Stadion) \| \| Zuschauer: 34.527 \| \| Schiedsrichter: Gamal al-Ghandour ( Ägypten) \| | \| Donnerstag, 7. Juni 2001 um 20:00 Uhr in Suwon (World-Cup-Stadion) \| \| Zuschauer: 34.527 \| \| Schiedsrichter: Gamal al-Ghandour ( Ägypten) \|                                    | Brasilien |
| Frankreich                                                         | Mickaël Landreau – Willy Sagnol, Marcel Desailly , Frank Lebœuf, Bixente Lizarazu – Patrick Vieira – Christian Karembeu, Robert Pires – Youri Djorkaeff (61. Éric Carrière) – Sylvain Wiltord (87. Laurent Robert), Nicolas Anelka Cheftrainer: Roger Lemerre | Dida – Zé Maria, Lúcio, Edmílson, Léo – Fábio Rochemback, Léomar Leiria, Ramon Hubner, Carlos Miguel (69. Robert) – Leandro Amaral (57. Vampeta), Washington Cheftrainer: Émerson Leão | Brasilien |
| Frankreich                                                         | 1:0 Pires (7.) 2:1 Desailly (54.) | 1:1 Ramon Hubner (30.) | Brasilien |
| Frankreich                                                         | Karembeu (29.), Sagnol (41.), Djorkaeff (61.), Carrière (89.) | Leo (20.), Leomar (76.) | Brasilien |
| Donnerstag, 7. Juni 2001 um 20:00 Uhr in Suwon (World-Cup-Stadion) | | |           |
| Zuschauer: 34.527                                                  | | |           |
| Schiedsrichter: Gamal al-Ghandour ( Ägypten)                       | | |           |

## Spiel um Platz 3

### Australien – Brasilien 1:0 (0:0)
| Australien                                                    | Australien | Brasilien | Brasilien |
| ------------------------------------------------------------- | --- | --- | --------- |
| Australien                                                    | \| Sonnabend, 9. Juni 2001 um 19:00 Uhr in Ulsan (Munsu-Stadion) \| \| Zuschauer: 25.520 \| \| Schiedsrichter: Hellmut Krug ( Deutschland) \|                                                                                              | \| Sonnabend, 9. Juni 2001 um 19:00 Uhr in Ulsan (Munsu-Stadion) \| \| Zuschauer: 25.520 \| \| Schiedsrichter: Hellmut Krug ( Deutschland) \|                                                 | Brasilien |
| Australien                                                    | Mark Schwarzer – Shaun Murphy, Tony Vidmar, Tony Popovic – Steve Horvat, Josip Skoko (71. Mark Bresciano), Scott Chipperfield, Stan Lazaridis – Steve Corica (61. Mile Sterjovski) – David Zdrilic, Clayton Zane Cheftrainer: Frank Farina | Dida – Zé Maria, Caçapa, Edmílson, Léo – Fábio Rochemback (91. Leandro Amaral), Vampeta, Ramon Hubner, Carlos Miguel (66. Júlio Baptista) – Washington, Magno Alves Cheftrainer: Émerson Leão | Brasilien |
| Australien                                                    | 1:0 Murphy (84.) | | Brasilien |
| Sonnabend, 9. Juni 2001 um 19:00 Uhr in Ulsan (Munsu-Stadion) | | |           |
| Zuschauer: 25.520                                             | | |           |
| Schiedsrichter: Hellmut Krug ( Deutschland)                   | | |           |

## Finale

### Frankreich – Japan 1:0 (1:0)
| Frankreich                                                              | Frankreich | Japan | Japan |
| ----------------------------------------------------------------------- | --- | --- | ----- |
| Frankreich                                                              | \| Sonntag, 10. Juni 2001 um 19:00 Uhr in Yokohama (Internacional Stadium) \| \| Zuschauer: 65.533 \| \| Schiedsrichter: Ali Bujsaim ( Vereinigte Arabische Emirate) \|                                                                                  | \| Sonntag, 10. Juni 2001 um 19:00 Uhr in Yokohama (Internacional Stadium) \| \| Zuschauer: 65.533 \| \| Schiedsrichter: Ali Bujsaim ( Vereinigte Arabische Emirate) \| | Japan |
| Frankreich                                                              | Ulrich Ramé – Christian Karembeu, Marcel Desailly , Frank Lebœuf, Bixente Lizarazu – Patrick Vieira – Steve Marlet (58. Laurent Robert), Robert Pires – Youri Djorkaeff (65. Éric Carrière) – Sylvain Wiltord, Nicolas Anelka Cheftrainer: Roger Lemerre | Yoshikatsu Kawaguchi – Naoki Matsuda, Ryūzō Morioka, Kōji Nakata, Yasuhiro Hato – Hiroaki Morishima, Teruyoshi Itō, Kazuyuki Toda, Shinji Ono (60. Tatsuhiko Kubo) – Junichi Inamoto (45. Atsuhiro Miura), Akinori Nishizawa (74. Masashi Nakayama) Cheftrainer: Philippe Troussier ( Frankreich) | Japan |
| Frankreich                                                              | 1:0 Vieira (30.) | | Japan |
| Frankreich                                                              | Lizarazu (52.) | Matsuda (36.), Morishima (89.) | Japan |
| Sonntag, 10. Juni 2001 um 19:00 Uhr in Yokohama (Internacional Stadium) | | |       |
| Zuschauer: 65.533                                                       | | |       |
| Schiedsrichter: Ali Bujsaim ( Vereinigte Arabische Emirate)             | | |       |